# Дворац Обреновића у Такову
Дворац Обреновића у Такову је некадашњи летњиковац који је 1902. године народ Рудничког краја изградио као поклон краљу Александру и краљици Драги Обреновић.

## Иницијатива о подизању
Иницијативу за подизању дворца о трошку народа покренуо је 1899. године тадашњи начелник Рудничког округа Светозар Шурдиловић, надајући се да ће тако стећи посебан углед и привилегије код краљевског пара. Троспратни летњиковац је осмишљен у швајцарском стилу и подигнут је народним кулуком за непуне две године, свега стотинак метара од чувеног Таковског грма. Грађевина је имала 36 просторија, билијар салу, бројне салоне итд.
Изграђен дворац у Такову је предат на коришћење последњим Обреновићима на Малу Госпојину 1902. године. Тог дана је приређен свечани дочек и предаја кључева, да би увече краљ и краљица са свитом отишли за Београд, без жеље да преноће у њему. Они никад више нису посетили овај дворац, а није прошло много до 29. маја 1903. године када су убијени. Грађевина је врло брзо остала сама и запуштена те је почела да пропада. Након убиства последњих Обреновића, о народном дару више нико није водио рачуна. Читаво покућство од 2500 предмета је на разне начине дошло до разних установа, али и приватних лица. Заборављен, огољен и остављен на милост и немилост мештанима, дворац је 1917. године током Првог светског рата страдао у пожару и изгорео до темеља, да би био докрајчен 1943. године у Другом светском рату. Имовина се разносила, узимала, продавала и препродавала, док се један мали део чува у Музеју рудничко-таковског краја у Горњем Милановцу. 

## Музејски експонати
У склопу сталне поставке под називом „Поклони и откупи – време династије Обреновић” у поменутој установи налазе се експонати из ове виле. Реч је о четрнаест предмета. То су: велика столица од пуног дрвета са кожним наслоном, округла зелена чинија за воће са флоралним орнаментима, део богато декорисаног есцајга израђеног од пуног сребра и шимшировог дрвета, изрезбарена и украшена четворострана шкриња са поклопцем, порцелански тањири са монограмом Александра Обреновића, четири веома елегантне стаклене чаше, луксузан вишеделни лустер од месинга са средишњим кобалтним делом „плитке” површине итд.

## Реконструкција
Документација о оригиналном изгледу дворца пронађена је у Бечу. На основу тих нацрта архитекте су поново израдиле пројектну документацију за изградњу новог дворца. Тренутно је у плану реконструкција овог летњиковца славне српске династије. Наводно, цео комплекс ће осим самог дворца садржати парковске површине и вештачко језеро са садржајима који би могли да привуку туристе. Идеја је да дворац буде полурезиденцијалног карактера, да се у њему примају званице од најважнијег државног интереса, док би други део дворца био отворен за посетиоце.

## Галерија
- Дворац у Такову, издање књижаре Перише Минића, разгледница, штампа, 8,7×13,7 цм, Горњи Милановац, почетак 20. века. На аверсу је одштампано: Горњи Милановац Дворац у Такову.
- Таковски дворац, Фр. Падовић, разгледница, штампа, колорисање, 9,1×14,2 цм, Чачак, почетак 20. века. На аверсу је одштампано: Њ. В. Краљу Александру I, благородни Рудничани.
- Позивница у част освећења темеља Таковског дворца, књижара Исаила А. Петровића, папир, мастило, штампа, рукопис, 34×21 цм, Чачак, 2. август 1899. Позивница је упућена Вујици Мијаиловићу, тежаку
- Чаша из Tаковског дворца, стакло, злато, ливење, пескарење, висина 10,5 цм, пречник 5,8 цм, крај 19. века
- Чашице из Таковског дворца. Са лева на десно: чашица бр. 1 (стакло, злато, ливење, гравирање, висина 10 цм, пречник 2,8 цм), чашица бр. 2 (стакло, злато, ливење, сликање, висина 9 цм, пречник 2,2 цм) и чашица бр. 3 (стакло, ливење, гравирање, висина 13,5 цм, пречник 2,7 цм), крај 19. века
- Чинија за супу из Таковског дворца (са поклопцем, тацном и кашиком), порцелан, позлата. Чинија (висина 18 цм), тацна (пречник 19 цм), кашика (дужина 18 цм), крај 19. века
- Чинија за воће из Таковског дворца, порцелан (Жолнаи), ливење, висина 6 цм, пречник 28,5 цм, крај 19. века
- Кашика и виљушка из Таковског дворца, пресовано сребро, слоновача, спајање, ливење, дужина 28,5 цм, крај 19. века
- Лустер из Таковског дворца, месинг, кобалт, ливење, ковање, гравирање, висина 40 цм, пречник 43,5 цм, Беч, крај 19. века
- Пафта (копча) из Таковског дворца, легура сребра, седеф, ливење, цизелирање, резање, пречник 7,2 цм, дужина 16,5 цм, 19. век
- Полуфотеља из Таковског дворца, кожа, дрво, токарење, профилисање, воскирање, 114×33 цм, 1901.
- Тањир (дубоки) из Таковског дворца, порцелан, позлата, пречник 24,4 цм, крај 19. века
- Тањир (плитки) из Таковског дворца, порцелан, позлата, пречник 24,4 цм, крај 19. века
- Пафта (копча) из Таковског дворца, 19. век, детаљ
- Таковски дворац - табла